# Sigismund al II-lea August
Sigismund al II-lea August (în poloneză: Zygmunt II August; în lituaniană: Žygimantas III Augustas I; n. 1 august 1520, Cracovia, Regatul Poloniei – d. 7 iulie 1572, Knyszyn, Podlasia, Polonia) a fost rege al Poloniei și Mare Duce al Lituaniei, fiind unicul fiu a lui Sigismund I cel Bătrân, acesta urmând la tron pe tatăl său în 1548 sub numele de Sigismund al II-lea. A fost căsătorit de trei ori și a fost ultimul membru al Dinastiei Iagello care nu a avut urmași pe linie masculină, iar prin Unirea de la Lublin s-a introdus regula alegerii monarhului. 

## Titluri regale
În latină: Sigismundus Augustus Dei gratia rex Poloniae, magnus dux Lithuaniae, nec non-terrarum Cracoviae, Sandomiriae, Siradiae, Lanciciae, Cuiaviae, Kijoviae, Russiae, Woliniae, Prussiae, Masoviae, Podlachiae, Culmensis, Elbingensis, Pomeraniae, Samogitiae, Livoniae etc. dominus et haeres - în română: Sigismund Augustus, din mila lui Dumnezeu, rege al Poloniei, Mare Duce al Lituaniei, Lord și moștenitor a Terenurilor din Cracovia, Sandomierz, Sieradz, Łęczyca, Kuyavia, Kiev, Ereditar Domnul Rutenia, Volinia, Prusia, Masovia, Podlaskie, Culmer Land, Elbing, Pomerania, Samogiția, Livonia, etc.

## Biografie
Încă de la începutul domniei sale, Sigismund a intrat în coliziune cu nobilii țării, care începuseră deja limitarea familiilor mari. Cauza de animozitate a nobilimii era cea de-a doua căsătorie a regelui făcută în secret, înainte de a se urca pe tron, cu Barbara Radziwill, fiica hatmanului Jerzy Radziwill. Atât de agitat a fost primul Seim al lui Sigismund (31 octombrie 1548), încât deputații au amenințat că renunță la loialitatea lor, cu excepția în care regele își va repudia soția. Cu toate acestea, el a refuzat și a câștigat alegerile a doua zi. 
În 1550 Sigismund a convocat o a doua adunare a Seimului, iar nobilimea a fost mustrată de Piotr Kmita, mareșalul Seimului, care i-a acuzat de încercarea de a diminua în mod nejustificat, prerogativele legislative ale coroanei. 
Moartea reginei Barbara, la cinci luni după încoronarea ei (7 decembrie 1550), în condiții stranii, l-a obligat pe Sigismund să se căsătorească a treia oară cu arhiducesa Ecaterina, o alianță politică cu vărul său, aceasta fiind sora primei lui soții, Elisabeta, care murise la un an de la căsătorie, înainte ca Sigismund să acceadă la tron.
Sigismund a pierdut orice speranță de a avea copii cu a treia soție, acesta fiind ultimul membru de sex masculin din familia Iagello, astfel dinastia fiind amenințată cu dispariția. El a încercat să remedieze acest lucru prin adulter cu două dintre cele mai frumoase  femei din oraș, Barbara Giżanka și Anna Zajączkowska, însă nu a putu să conceapă copii cu nici una dintre ele. Seimul era dispus să legitimizeze și să recunoască ca succesor al lui Sigismund, orice moștenitor de sex masculin care îl putea oferi, dar cu toate acestea, regele a murit fără copii.
Căsătoriile regelui au fost o chestiune de mare importanță politică pentru protestanți și catolici. Protestanții polonezi sperau că acesta va divorța și se va recăsători, aducând o ruptura cu Roma, chiar în timpul crizei religioase din Polonia. Sigismund nu a fost liber să se recăsătorească până la moartea reginei Caterina, la 28 februarie 1572, însă acesta a urmat-o șase luni mai târziu.
Domnia lui Sigismund a avut loc într-o perioadă de tulburări interne și externe de expansiune. El a văzut introducerea Reformei protestante în Polonia și Lituania și revoltele democratice care au pus cea mai mare putere politică în mâinile nobililor. A văzut prăbușirea Cavalerilor din nord, care a dus la consolidarea puterii turcilor în sud. O figură mai puțin impunătoare ca tatăl său, elegantul și rafinatul Sigismund al II-lea August a fost totuși un om de stat, chiar mai eficient la cârma țării.
Sigismund poseda un grad ridicat de tenacitate și răbdare, care pare să fi caracterizat toată familia Iagello, adăugând acestor calități și dexteritatea și finețea diplomatică. Nici un alt rege polonez nu a părut să se înțeleagă atât de bine cu Seimul polonez. Atât ambasadorii Austriei cât și delegații papali au mărturisit grija lui cu care își controla națiunea. Totul mergea așa cum își dorea el, probabil pentru că părea să știe totul dinainte. Sigismund a reușit să obțină mai mulți bani în Seim decât tatăl său.
Sigismund a mediat timp de 20 de ani între Biserica Catolică și cea protestantă. Cea mai importantă realizare a sa a fost Uniunea de la Lublin, care a reprezentat unirea Poloniei cu Lituania în Republica celor Două Națiuni. 
Sigismund a murit pe când se afla la concubina sa, Knyszyn, pe 7 iulie 1572, la vârsta de 51 de ani. În 1573 Henric al III-lea de Valois a fost ales Rege al regatului polono-lituanian pentru câteva luni, apoi s-a întors în Franța, unde a fost încoronat sub numele de Henric al III-lea al Franței. La scurt timp după aceea, sora lui Sigismund, Ana de Polonia, s-a căsătorit cu Ștefan Báthory - eu au cârmuit împreună Polonia.

## Căsătorii
Pe 5 mai 1543 Sigismund s-a căsătorit cu prima soție, Elisabeta de Austria, fiica cea mică a împăratului Ferdinand I al Sfântului Imperiu Roman și a Annei Iagello. În 1546 el a fost urmărit de căsătoria cu Maria Tudor, fiica lui Henric al VIII-lea al Angliei și apoi, de nobila Katherine Willoughby, Ducesă de Suffolk.
Între 28 iulie și 6 august 1547, Sigismund s-a căsătorit cu a doua soție, Barbara Radziwiłł.
În vara anului 1553 Sigismund s-a căsătorit cu Ecaterina de Austria, sora mai tânără a primei sale soții.

## Concubine
- Diana de Cordona
- Domnișoara Weiss
- Domnișoara Relska (cu care a avut o fiică)
- Zuzanna Orłowska
- Anna Zajączkowska
- Barbara Giżycka (cu care a avut o fiică).